# کری استراگ
کری استراگ (انگلیسی: Kerri Strug؛ زادهٔ ۱۹ نوامبر ۱۹۷۷) ژیمناست هنری اهل ایالات متحده آمریکا بود.